# 桂溪镇 (北川县)
桂溪镇，是中华人民共和国四川省绵阳市北川羌族自治县下辖的一个乡镇级行政单位。

## 行政区划
桂溪镇下辖以下地区：
桂溪社区、桂溪村、八角村、渭沟村、云兴村、杜家坝村、凤凰村、黄莺村、树坪村、金星村、永利村、安乐村、永城村、玉龙村、古坊村、彭家村、金宝村、沙窝村和林峰村。